# José Benevenuto Madureira
José Benevenuto Madureira (Sorocaba, 28 de agosto de 1903 — Santos, 7 de outubro de 1976) foi um pintor, desenhista e professor brasileiro.
Iniciou seus estudos de arte em Itapetininga com Campos Ayres, matriculando-se depois no Liceu de Artes e Ofícios da capital paulista onde foi aluno de Enrico Vio.
Expôs no Salão Paulista de Belas Artes de 1941, obtendo menção honrosa e medalha de bronze em 1943. Conseguiu uma medalha de prata em 1951. Ganhou o segundo Prêmio Prefeitura de São Paulo, em 1943. Em São Paulo, atuou como professor de desenho no Colégio Sion, entre outras instituições particulares. Mudou-se para Santos, onde obteve diversas medalhas de ouro nas premiações regionais. Faleceu nessa cidade, aos 73 anos.
Após sua morte, foi homenageado pela prefeitura de Bertioga, que deu seu nome a uma rua e duas escolas públicas.

Possui obras na Pinacoteca do Estado, na Pinacoteca Municipal, em repartições públicas de São Paulo e em galerias de arte do Brasil e do exterior e, ainda, em grandes coleções particulares.